# Ermischiella castanea
Ermischiella castanea là một loài bọ cánh cứng trong họ Mordellidae. Loài này được Boheman miêu tả khoa học năm 1858.